# Gabriela Gottschalk

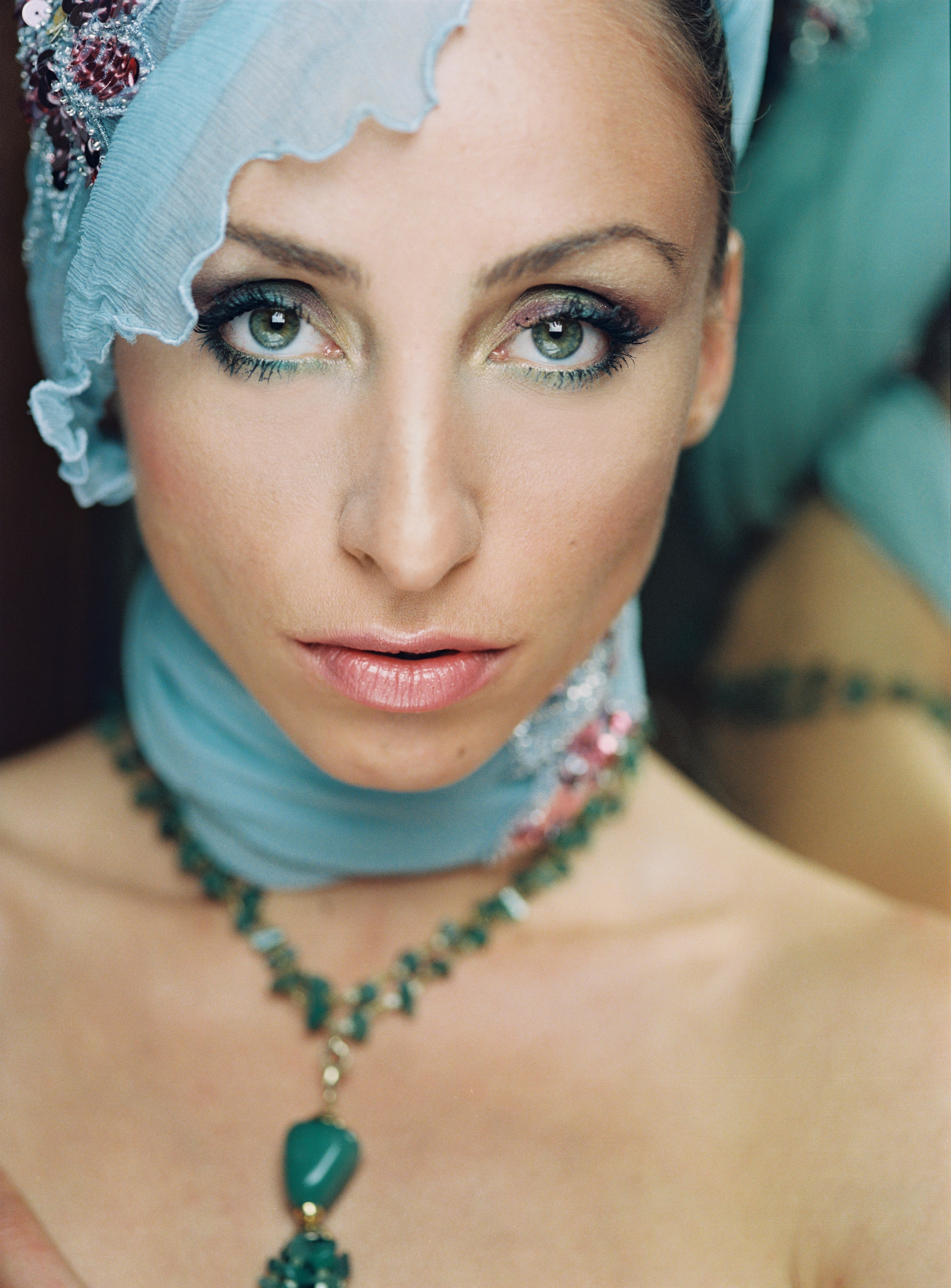
Gabriela Gottschalk (vor 2007)

Gabriela Gottschalk (* 13. September 1978 in La Paz, Bolivien) ist eine deutsche Choreografin, Tänzerin und Sängerin, die mit dem Latinpop-Trio Hot Banditoz bekannt wurde.

## Biografie
Gabriela Gottschalk kam als Tochter einer bolivianischen Sozialpädagogin und Pressekorrespondentin und eines deutschen Ingenieurs in Bolivien zur Welt, siedelte mit ihren Eltern aber im früheren Kindesalter nach Hamburg um. Sie wuchs in Hamburg-Rotherbaum auf und machte ihr Abitur an der Jahnschule. Sie erhielt im Alter von neun Jahren Ballett- und Jazz Dance-Unterricht und wurde mit 14 Jahren Cheerleader bei dem Cheerleader Squad des American-Football-Teams Hamburg Blue Devils, den Hamburg Blue Angels. 1997 trat sie als AllStar Cheerleader auf dem Orange Bowl, dem Finale im College Football in Miami auf. Von 1997 bis 1999 gewann sie mit den Hamburg Blue Angels die deutschen und europäischen Meisterschaften im American Cheerleading und unterrichtete als Camp Coach in Cheerleader Camps in Deutschland und den USA die Disziplinen Showmanship und Akrobatik.
Zur selben Zeit begann sie als Tänzerin und Choreografin für Musikacts wie Outkast, Millane Fernandez, Mariah Carey, Kraftwerk, Enrique Iglesias, Seeed, Echt, Scooter, Blümchen und Tom Novy zu arbeiten. Mit 19 Jahren erhielt sie einen Plattenvertrag und verkörperte als Mitglied der Popband Super Moonies die Mädchenkriegerin Sailor Moon aus der berühmten Manga-Serie der japanischen Zeichnerin Naoko Takeuchi. Die Band veröffentlichte das deutsche Top-5-Album Sailor Moons Welt und verkaufte mehr als eine Million Tonträger. 2000 unterrichtete Gottschalk am Millennium Dance Complex in Los Angeles Lyrical Jazz und war von 2001 bis 2004 Dozentin für Modern Dance, Latin Jazz, Lyrical und Hip-Hop an der Stage School in Hamburg und anderen Institutionen. Von 2003 bis 2004 absolvierte sie an der Lola Rogge Schule in Hamburg eine Ausbildung als Community-Performance-Teacher in den Fächern Regie, Konzept, Lichtgestaltung, Schauspiel, Tanz und Gesang.

## Hot Banditoz
Seit 2004 ist Gottschalk Mitglied der Latinpop-Combo Hot Banditoz. Die Debüt-Single der Band Veo Veo erreichte im Sommer 2004 in der ersten Woche nach Veröffentlichung den dritten Platz der deutschen Single-Charts und erhielt eine Goldene Schallplatte für über 150.000 verkaufte Einheiten. Im Herbst 2004 erschien das Debütalbum Mini Disco. Im Sommer 2005 wurde die Single Shake Your Balla veröffentlicht und erreichte Platz fünf der deutschen Charts. Im Herbst 2005 erschien das zweite Album Bodyshaker. Anfang 2006 veröffentlichte die Band eine Coverversion des Backstreet-Boys-Hits I Want It That Way. Im Juli 2006 erschien die Single La Cucaracha Dance und im Sommer 2007 der Song Que Si Que No. Das dritte Hot Banditoz Album Best of Holiday Club Hits erschien im August 2007. Bis 2010 war die brasilianische Tänzerin und Sängerin Fernanda Brandão Mitglied der Band.

## ChixxClique
2004 gründete Gottschalk die weibliche Performancegruppe ChixxClique. Das erste Projekt der Gruppe war die an Kants Kritik der Urteilskraft angelehnte experimentelle Tanztheaterproduktion Mind Dimension in Zusammenarbeit mit der Hochschule für bildende Künste, der Hochschule für angewandte Wissenschaften und dem Studio Hamburg.

## Charity
Gabriela Gottschalk engagiert sich seit langem in zahlreichen sozialen Projekten. Schon mit 14 Jahren leitete sie ein Präventionsprojekt der Stadt Hamburg als Hip-Hop-Lehrerin und unterrichtete dabei türkische Mädchen. 2004 unterrichtet sie eine Jugendtheater-Gruppe und begleitete sie bis zum Auftritt auf dem Hamburger Kulturfest altonale. Sie unterstützt das Kinderschutzprojekt Dunkelziffer und ist Botschafterin der Initiative Bio-Brotbox für Hamburgs Erstklässler. Seit 2003 unterstützt sie außerdem zusammen mit ihrer Mutter drei Kinderhilfsprojekte in Bolivien.

## Musikvideos
- Blümchen – Ist Deine Liebe echt?
- Das Bo – Türlich, türlich (sicher, Dicker)
- Dee Phazz – The Mambo Craze
- Disco Boys – Born to Be Alive
- Echt – Wie geht es Dir so?
- Mariah Carey – Thank God I Found You

- Mark Oh´ – Because I Love You
- Millane Fernandez – I miss you
- Seeed – Music Monks

## Diskografie
Alben
- 1998: Super Moonies Sailor Moons Welt (edel music)
- 1999: Super Moonies Sailor Moons Wintertraum (edel music)
- 1999: Super Moonies Die Macht des Mondes (edel music)
- 2000: Super Moonies Silver Millennium – Best of Super Moonies (edel music)
- 2004: Hot Banditoz Mini Disco (Universal Music)
- 2005: Hot Banditoz Bodyshaker (Universal Music)
- 2007: Hot Banditoz Best of Holiday Club Hits (Universal Music)

Singles
- 1998: Super Moonies Kämpfe Sailor Moon (edel music)
- 2004: Hot Banditoz Veo Veo (Universal Music)
- 2004: Hot Banditoz Chucu Chucu (El Tren) (Universal Music)
- 2005: Hot Banditoz Shake Your Balla (1,2,3 Alarma) (Universal Music)
- 2006: Hot Banditoz I Want It That Way (Es a mi manera) (Universal Music)
- 2006: Hot Banditoz La Cucaracha Dance (Universal Music)
- 2007: Hot Banditoz Que Si, Que No (Universal Music)